# Netelia inaequalis
Netelia inaequalis là một loài tò vò trong họ Ichneumonidae.